# Karl Heinz Schneider (Historiker)
Karl Heinz Schneider (* 6. September 1953 in Wiedenbrügge) ist ein deutscher Neuzeithistoriker mit dem Schwerpunkt „angewandte Regionalgeschichte“.

## Leben
Karl Heinz Schneider wuchs in Wiedenbrügge auf. Sein Studium der Geschichte und Germanistik an der Technischen Universität Hannover schloss er 1977 mit dem Staatsexamen für das Höhere Lehramt ab und wurde hier 1981 mit seiner bei Karl-Heinz Manegold verfassten Dissertation über die Agrarreformen in Schaumburg-Lippe promoviert.
Bis 1991 war er überwiegend in der Erwachsenenbildung tätig, speziell mit Fortbildungsveranstaltungen des Niedersächsischen Heimatbundes (NHB). Für den NHB fertigte er mehrere Handreichungen zur wissenschaftlichen Arbeit in der Heimatforschung an. Zugleich wirkte er in der praxisorientierten interdisziplinären universitären Arbeitsgruppe „Dorf und ländlicher Raum“ der Universität Hannover mit. Von 1991 bis 1994 widmete er sich dem Forschungsprojekt „Schaumburg in der Industrialisierung“. Hieraus erwuchs ein zweibändiges Werk, mit dem er sich an der Universität Hannover habilitierte.
Bereits seit seinem Studium arbeitete Schneider eng mit dem Regionalhistoriker Carl-Hans Hauptmeyer zusammen, in dessen Arbeitsbereich er 1994 Wissenschaftlicher Mitarbeiter für „Angewandte Regionalgeschichte“ wurde. 1998 war Schneider als Visiting Professor an der University of Nebraska-Lincoln tätig. 2001 wurde er an der Universität Hannover zum Außerplanmäßigen Professor ernannt.
Schneider ist Mitglied in zahlreichen wissenschaftlichen Kommissionen und Ausschüssen, u. a. der Historischen Kommission für Niedersachsen und Bremen und der Historischen Arbeitsgemeinschaft für Schaumburg. Von 2007 bis 2010 war er Studiendekan der Philosophischen Fakultät und von 2010 bis 2012 Wissenschaftlicher Leiter des Zentrums für Lehrerbildung an der Leibniz Universität Hannover. Mehrere Jahre lang leitete er die Fachgruppe Geschichte im Niedersächsischen Heimatbund. In seinen wissenschaftlichen Forschungen blieb er dem Raum Schaumburg, speziell Schaumburg-Lippe, stets verbunden.

## Veröffentlichungen (Auswahl)

### Monographien
- Die landwirtschaftlichen Verhältnisse und die Agrarreformen in Schaumburg-Lippe im 18. und 19. Jahrhundert (= Schaumburger Studien, H. 44), Rinteln 1983.
- Die Arbeit mit Fachliteratur (= Bausteine zur Heimat- und Regionalgeschichte, Bd. 1), Hannover 1987.
- Quellen und Archivarbeit (= Bausteine zur Heimat- und Regionalgeschichte, Bd. 2), Hannover 1987.
- (mit H.H. Seedorf) Die Bauernbefreiung in Niedersachsen (= Bausteine zur Heimat- und Regionalgeschichte Niedersachsens, Bd. 4), Hannover 1989.
- Anleitung zur Erforschung der Dorf- und Ortsgeschichte, Wiesbaden 1991.
- (mit Carl-Hans Hauptmeyer, Jürgen Rund und Ulrike Begemann) Quellen zur Dorf- und Landwirtschaftsgeschichte im mittleren Niedersachsen, Hannover 1992.
- Schaumburg in der Industrialisierung. Teil 1: Vom Beginn des 19. Jahrhunderts bis zur Reichsgründung, Teil 2: Von der Reichsgründung bis zum Ersten Weltkrieg (= Schaumburger Studien, Bd. 52/53), Melle 1994/95.
- Geschichte der Bauernbefreiung, Stuttgart 2010.
- Weiß-Gelbe Stadtgeschichte. Obernkirchen zwischen Stift, Kohle & Gas, Bd. 1, Obernkirchen 2018.

### Herausgeberschaften
- (Bearb.): Hagenburger Geschichten. Heft 1: Themenheft Spurensuche, Stadthagen 1983.
- (Bearb.): Das Ende der Weimarer Republik in Schaumburg/1933 – Schaumburg wird braun. Materialien für Unterricht und außerschulische Bildungsarbeit. Stadthagen 1983.
- (Bearb.): Schulgeschichte und Dorfleben in Schaumburg-Lippe, Stadthagen 1984.
- (Bearb.): Erlebte Geschichte – Ein Projekt der Kreisvolkshochschule Schaumburg, Stadthagen 1984.
- (Bearb.): Hagenburger Geschichten. Heft 2: Themenheft Handwerk, Stadthagen 1984.
- (Bearb.): Hagenburger Geschichten. Heft 3: Themenheft Hagenburger Moor und Wilhelmsteiner Feld, Stadthagen 1987.
- Geschlechterrollen in der Geschichte aus polnischer und deutscher Sicht (= Politik und Geschichte, Bd. 4), Hamburg 2004.

### Aufsätze (Auswahl)
- Der Krieg, das Dorf und die Flüchtlinge. In: Marlis Buchholz, Claus Füllberg-Stolberg und Hans-Dieter Schmid (Hrsg.): Nationalsozialismus und Region. Festschrift für Herbert Obenaus (= Hannoversche Schriften zur Regionalgeschichte. Bd. 11) Bielefeld 1996, S. 295–314.
- Der langsame Abschied vom Agrarland, in: Bernd Weisbrod (Hrsg.): Von der Währungsreform zum Wirtschaftswunder: Wiederaufbau in Niedersachsen (= Veröffentlichungen der Historischen Kommission für Niedersachsen und Bremen, Bd. 38, 13) Hannover 1998, S. 133–160.
- Wege in die Moderne. Varianten dörflicher Entwicklung zwischen 1945 und 1970. In: Daniela Münkel (Hrsg.): Der lange Abschied vom Agrarland. Agrarpolitik, Landwirtschaft und ländliche Gesellschaft zwischen Weimar und Bonn. Göttingen 2000, S. 69–92.
- Die amerikanischen Kolonien vor 1776. In: Hans-Heinrich Nolte (Hrsg.): Geschichte der USA I. Von der Entstehung bis zum Ausgang des 19. Jahrhunderts. Schwalbach/Ts. 2005, S. 7–28.
- Amerikaauswanderung im 18. und 19. Jahrhundert. Verflechtung von Faktoren. In: Sabine Liebig (Hrsg.): Migration und Weltgeschichte. Schwalbach/Ts., 2007, S. 37–57.
- Wirtschaftsgeschichte Niedersachsens nach 1945. In: Geschichte Niedersachsens. Bd. 5: Von der Weimarer Republik bis zur Wiedervereinigung. Hrsg. von Gerd Steinwascher, Hannover 2010, S. 809–920.
- Bauernbefreiung in Niedersachsen vom Ende des Alten Reiches bis zur preußischen Zeit. In: Niedersächsisches Jahrbuch für Landesgeschichte. 79 (2007), S. 77–98.
- Die Schlacht bei Minden – lokales Ereignis mit globaler Bedeutung?, in: Zeitschrift für Weltgeschichte 14 (2013), S. 31–52.
- Ländliche Gesellschaft. In: Geschichte Niedersachsens. Bd. 4: Vom Beginn des 19. Jahrhunderts bis zum Ende des Ersten Weltkriegs. Hrsg. von Stefan Brüdermann, Göttingen 2016, S. 785–825.